# Lagorchestes asomatus
Lagorchestes asomatus (лат. a — «без», soma — «тіло») — вид родини Кенгурових. Вид описано по єдиному черепу в 1942 році: відтоді жодних доказів виживання виду не знайдено. Ендемік Австралії. Череп знайдено в Західній Австралії — на межі з Північною територією. Населяв піщані рівнини й дюни зі спініфексовою (Triodia) рослинністю.
Серйозними чинниками у зниженні чисельності виду — хижацтво з боку кішки і лисиці, і, можливо, зміна режиму пожеж.